# WTA Finals 2022
|                                                                    |  |  |
| Winnaars in het dubbelspel, Veronika Koedermetova en Elise Mertens |  |  |

Het eindejaarstoernooi WTA Finals van 2022 werd gespeeld van maandag 31 oktober tot en met maandag 7 november 2022. Het tennistoernooi vond plaats in de Amerikaanse stad Fort Worth. Het was de 51e editie van het toernooi. Er werd gespeeld op hardcourtbinnenbanen in de Dickies Arena.
Dit toernooi werd in 2005 voor het laatst in de Verenigde Staten gehouden. Het in 2019 aangevangen contract met de Chinese stad Shenzhen werd net als vorig jaar weer op de lange baan geschoven.
Op grond van een beslissing van de gezamenlijke internationale tennisbonden speelden deelneemsters uit Rusland en Wit-Rusland zonder hun nationale kenmerken.
Net als de vorige editie werd het enkelspeltoernooi gespeeld met acht deelnemers, en het dubbelspeltoernooi met acht koppels. In het enkelspeltoernooi wordt sinds 2003 gestart met een groepsfase – in het dubbelspel gebeurde dat pas in 2019 voor het eerst.
Twee speelsters namen zowel aan het enkel- als aan het dubbelspeltoernooi deel: het Amerikaanse koppel Cori Gauff en Jessica Pegula. Française Caroline Garcia, die deelnam aan het enkelspeltoernooi, zat bij het dubbelspel op de reservebank samen met landgenote Kristina Mladenovic – zij hoefden daar niet in actie te komen. Veronika Koedermetova, die samen met Elise Mertens deelnam aan het dubbelspeltoernooi, zat bij het enkelspel op de reservebank – ook zij hoefde daar niet in actie te komen.
De winnares in het enkelspel kon minimaal $1.460.000 winnen (als zij de groepsfase met één zege zou doorkomen) en maximaal $1.680.000 (als zij ongeslagen kampioen zou worden). De winnaressen van het dubbelspel streken gezamenlijk $360.000 op, omdat zij het toernooi ongeslagen wonnen.

## Toernooisamenvatting
Enkelspel
De Spaanse titelhoudster Garbiñe Muguruza had zich niet weten te kwalificeren voor deelname aan deze editie.
Het eerste reekshoofd, de Poolse Iga Świątek, kwam zonder setverlies de groepsfase door. In de halve finale werd zij echter uitgeschakeld door Aryna Sabalenka.
De als zesde geplaatste Française Caroline Garcia won het toernooi. In de finale versloeg zij het zevende reekshoofd, Aryna Sabalenka, in twee sets. Garcia wist voor het eerst in haar loopbaan het eindejaarstoernooi op haar naam te schrijven. Het was haar twaalfde WTA-titel, de vierde van dat jaar. Zij won US$ 1.570.000 prijzengeld op dit toernooi.
Dubbelspel
De Nederlandse Demi Schuurs speelde samen met Desirae Krawczyk uit de Verenigde Staten, met wie zij het laatste reekshoofd vormde – zij overleefden de groepsfase, maar kwamen in de halve finale niet door het duo Koedermetova/Mertens heen.
Het als vierde geplaatste koppel Veronika Koedermetova en Elise Mertens won het toernooi. In de finale versloegen zij de als eerste geplaatste Tsjechische titelverdedigsters Barbora Krejčíková en Kateřina Siniaková in de match-tiebreak. Het was hun derde gezamenlijke titel. Koedermetova had daarnaast zes eerdere dubbelspeltitels met andere partners; de Belgische Mertens veertien.

## Enkelspel
Dit toernooi werd gespeeld van maandag 31 oktober tot en met maandag 7 november 2022, met de groepsfase uitgespreid over zes dagen (31 oktober–5 november), de halve finales op 6 november en de finale op 7 november.
De acht deelneemsters vertegenwoordigden zeven verschillende landen: Frankrijk, Griekenland, Polen, Tunesië, Verenigde Staten (2x) en twee landen die onder neutrale vlag deelnamen.

### Deelnemende speelsters
- Ranglijst per 24 oktober 2022.

| Nr. | Speelster       | rang | Groep†       | Resultaat    | Verloor van                |
| --- | --------------- | ---- | ------------ | ------------ | -------------------------- |
| 1.  | Iga Świątek     | 1    | Tracy Austin | halve finale | Aryna Sabalenka            |
| 2.  | Ons Jabeur      | 2    | Nancy Richey | groepsfase   | Sabalenka, Sakkari         |
| 3.  | Jessica Pegula  | 3    | Nancy Richey | groepsfase   | Sakkari, Jabeur, Sabalenka |
| 4.  | Cori Gauff      | 4    | Tracy Austin | groepsfase   | Garcia, Kasatkina, Świątek |
| 5.  | Maria Sakkari   | 5    | Nancy Richey | halve finale | Caroline Garcia            |
| 6.  | Caroline Garcia | 6    | Tracy Austin | winnares     | winnares                   |
| 7.  | Aryna Sabalenka | 7    | Nancy Richey | finale       | Caroline Garcia            |
| 8.  | Darja Kasatkina | 8    | Tracy Austin | groepsfase   | Świątek, Garcia            |

Vier speelsters namen al eerder deel aan de WTA Finals: Iga Świątek (1x),
Maria Sakkari (1x), Caroline Garcia (1x) en Aryna Sabalenka (1x).
Op de reservebank zaten Veronika Koedermetova (9) en Madison Keys (11) – zij
hoefden niet in actie te komen.

### Prijzengeld en WTA-punten
| Resultaat                | Prijzengeld      | WTA-punten |
| ------------------------ | ---------------- | ---------- |
| winnares                 | R1 + $ 1.240.000 | R1 + 750   |
| finale                   | R1 + $ 420.000   | R1 + 330   |
| halve finale             | R1 + $ 30.000    | R1         |
| eerste ronde (3/3 zeges) | $ 440.000        | 750        |
| eerste ronde (2/3 zeges) | $ 330.000        | 625        |
| eerste ronde (1/3 zege)  | $ 220.000        | 500        |
| eerste ronde (0/3 zeges) | $ 110.000        | 375        |

- R1 = de opbrengst van de eerste ronde (groeps-
wedstrijden).
- Een foutloos parcours zou de winnares US$ 1.680.000
en 1500 punten opgeleverd hebben.

### Halve finale en finale
|  | halve finale | halve finale    | halve finale    | halve finale | halve finale |                 |   | finale          | finale | finale | finale | finale |
|  |              |                 |                 |              |              |                 |   |                 |        |        |        |        |
|  | 1            | Iga Świątek     | 2               | 6            | 1            |                 |   |                 |        |        |        |        |
|  | 7            | Aryna Sabalenka | 6               | 2            | 6            |                 |   |                 |        |        |        |        |
|  | 7            | Aryna Sabalenka | 6               | 2            | 6            |                 | 7 | Aryna Sabalenka | 64     | 4      |        |        |
|  |              |                 |                 |              |              |                 | 7 | Aryna Sabalenka | 64     | 4      |        |        |
|  |              | 6               | Caroline Garcia | 7            | 6            |                 |   |                 |        |        |        |        |
|  | 6            | 6               | Caroline Garcia | 7            | 6            | Caroline Garcia | 6 | 6               |        |        |        |        |
|  | 6            |                 |                 |              |              | Caroline Garcia | 6 | 6               |        |        |        |        |
|  | 5            | Maria Sakkari   | 3               | 2            |              |                 |   |                 |        |        |        |        |

| Legenda | Legenda                  |
| ------- | ------------------------ |
| Q       | Qualifier                |
| WC      | Deelname via wildcard    |
| LL      | Lucky Loser              |
| r       | Opgave / trok zich terug |
| w/o     | Walk-over                |
| Alt     | Invaller, Alternate      |
| SE      | Special Exempt           |
| PR      | Protected Ranking        |
| d       | Diskwalificatie          |

### Groepswedstrijden

#### Groep Tracy Austin
Resultaten
| wedstrijd           | wedstrijd | wedstrijd           | score          |
| ------------------- | --------- | ------------------- | -------------- |
| Iga Świątek (1)     | –         | Darja Kasatkina (8) | 6-2, 6-3       |
| Caroline Garcia (6) | –         | Cori Gauff (4)      | 6-4, 6-3       |
| Iga Świątek (1)     | –         | Caroline Garcia (6) | 6-3, 6-2       |
| Darja Kasatkina (8) | –         | Cori Gauff (4)      | 7-66, 6-3      |
| Caroline Garcia (6) | –         | Darja Kasatkina (8) | 4-6, 6-1, 7-65 |
| Iga Świątek (1)     | –         | Cori Gauff (4)      | 6-3, 6-0       |

Klassement
| nr. | speelster           | partijen w-v | sets w-v | games w-v |
| --- | ------------------- | ------------ | -------- | --------- |
| 1.  | Iga Świątek (1)     | 3-0          | 6-0      | 36-13     |
| 2.  | Caroline Garcia (6) | 2-1          | 4-3      | 34-32     |
| 3.  | Darja Kasatkina (8) | 1-2          | 3-4      | 31-38     |
| 4.  | Cori Gauff (4)      | 0-3          | 0-6      | 19-37     |

Bij een gelijke stand qua partijen is de uitslag van de onderlinge
wedstrijd beslissend voor de rangorde in het klassement.

#### Groep Nancy Richey
Resultaten
| wedstrijd           | wedstrijd | wedstrijd           | score          |
| ------------------- | --------- | ------------------- | -------------- |
| Maria Sakkari (5)   | –         | Jessica Pegula (3)  | 7-66, 7-64     |
| Aryna Sabalenka (7) | –         | Ons Jabeur (2)      | 3-6, 7-65, 7-5 |
| Ons Jabeur (2)      | –         | Jessica Pegula (3)  | 1-6, 6-3, 6-3  |
| Maria Sakkari (5)   | –         | Aryna Sabalenka (7) | 6-2, 6-4       |
| Aryna Sabalenka (7) | –         | Jessica Pegula (3)  | 6-3, 7-5       |
| Maria Sakkari (5)   | –         | Ons Jabeur (2)      | 6-2, 6-3       |

Klassement
| nr. | speelster           | partijen w-v | sets w-v | games w-v |
| --- | ------------------- | ------------ | -------- | --------- |
| 1.  | Maria Sakkari (5)   | 3-0          | 6-0      | 38-23     |
| 2.  | Aryna Sabalenka (7) | 2-1          | 4-3      | 36-37     |
| 3.  | Ons Jabeur (2)      | 1-2          | 3-5      | 35-41     |
| 4.  | Jessica Pegula (3)  | 0-3          | 1-6      | 32-40     |

Als drie speelsters een gelijke stand qua partijen hebben, is
de setbalans beslissend voor de rangorde in het klassement.

## Dubbelspel
Groepsfase 31 oktober tot en met 5 november, halve finales op 6 november en de finale op 7 november.

### Deelnemende teams
- Ranglijstpunten per 24 oktober 2022.

| Nr. | Team                                  | punten | Groep†       | Resultaat    | Verloren van                                    |
| --- | ------------------------------------- | ------ | ------------ | ------------ | ----------------------------------------------- |
| 1.  | Barbora Krejčíková Kateřina Siniaková | 4651   | Rosie Casals | finale       | Veronika Koedermetova Elise Mertens             |
| 2.  | Gabriela Dabrowski Giuliana Olmos     | 4335   | Pam Shriver  | groepsfase   | Danilina/Haddad Maia, Koedermetova/Mertens      |
| 3.  | Cori Gauff Jessica Pegula             | 4086   | Rosie Casals | groepsfase   | Xu/Yang, Krawczyk/Schuurs, Krejčíková/Siniaková |
| 4.  | Veronika Koedermetova Elise Mertens   | 4086   | Pam Shriver  | winnaressen  | winnaressen                                     |
| 5.  | Ljoedmyla Kitsjenok Jeļena Ostapenko  | 3745   | Pam Shriver  | halve finale | Barbora Krejčíková Kateřina Siniaková           |
| 6.  | Xu Yifan Yang Zhaoxuan                | 3580   | Rosie Casals | groepsfase   | Krejčíková/Siniaková, Krawczyk/Schuurs          |
| 7.  | Anna Danilina Beatriz Haddad Maia     | 3235   | Pam Shriver  | groepsfase   | Koedermetova/Mertens, L Kitsjenok/Ostapenko     |
| 8.  | Desirae Krawczyk Demi Schuurs         | 3180   | Rosie Casals | halve finale | Veronika Koedermetova Elise Mertens             |

Op de reservebank zaten Nicole Melichar-Martinez met Ellen Perez (3160) en
Caroline Garcia met Kristina Mladenovic (2560) – zij hoefden niet in actie te komen.

### Prijzengeld en WTA-punten
| Resultaat                | Prijzengeld (per team) | WTA- punten |
| ------------------------ | ---------------------- | ----------- |
| winnaressen              | R1 + $ 250.000         | R1 + 750    |
| finale                   | R1 + $ 80.000          | R1 + 330    |
| halve finale             | R1                     | R1          |
| eerste ronde (3/3 zeges) | $ 110.000              | 750         |
| eerste ronde (2/3 zeges) | $ 90.000               | 625         |
| eerste ronde (1/3 zege)  | $ 70.000               | 500         |
| eerste ronde (0/3 zeges) | $ 50.000               | 375         |

- R1 = de opbrengst van de eerste ronde
(groepswedstrijden).
- Hun foutloos parcours leverde het winnende
koppel US$ 360.000 en 1500 punten op.

### Halve finale en finale
|  | halve finale | halve finale                          | halve finale                        | halve finale | halve finale |      |                                       | finale | finale | finale | finale | finale |
|  |              |                                       |                                     |              |              |      |                                       |        |        |        |        |        |
|  | 1            | Barbora Krejčíková Kateřina Siniaková | 7                                   | 6            |              |      |                                       |        |        |        |        |        |
|  | 5            | Ljoedmyla Kitsjenok Jeļena Ostapenko  | 65                                  | 2            |              |      |                                       |        |        |        |        |        |
|  | 5            | Ljoedmyla Kitsjenok Jeļena Ostapenko  | 65                                  | 2            |              | 1    | Barbora Krejčíková Kateřina Siniaková | 2      | 6      | [9]    |        |        |
|  |              |                                       |                                     |              |              | 1    | Barbora Krejčíková Kateřina Siniaková | 2      | 6      | [9]    |        |        |
|  |              | 4                                     | Veronika Koedermetova Elise Mertens | 6            | 4            | [11] |                                       |        |        |        |        |        |
|  | 8            | 4                                     | Veronika Koedermetova Elise Mertens | 6            | 4            | [11] | Desirae Krawczyk Demi Schuurs         | 1      | 1      |        |        |        |
|  | 8            |                                       |                                     |              |              |      | Desirae Krawczyk Demi Schuurs         | 1      | 1      |        |        |        |
|  | 4            | Veronika Koedermetova Elise Mertens   | 6                                   | 6            |              |      |                                       |        |        |        |        |        |

| Legenda | Legenda                  |
| ------- | ------------------------ |
| Q       | Qualifier                |
| WC      | Deelname via wildcard    |
| LL      | Lucky Loser              |
| r       | Opgave / trok zich terug |
| w/o     | Walk-over                |
| Alt     | Invaller, Alternate      |
| SE      | Special Exempt           |
| PR      | Protected Ranking        |
| d       | Diskwalificatie          |

### Groepswedstrijden

#### Groep Rosie Casals
Resultaten
| wedstrijd                                 | wedstrijd | wedstrijd                         | score            |
| ----------------------------------------- | --------- | --------------------------------- | ---------------- |
| Barbora Krejčíková Kateřina Siniaková (1) | –         | Desirae Krawczyk Demi Schuurs (8) | 6-4, 6-3         |
| Xu Yifan Yang Zhaoxuan (6)                | –         | Cori Gauff Jessica Pegula (3)     | 6-4, 4-6, [10-7] |
| Barbora Krejčíková Kateřina Siniaková (1) | –         | Xu Yifan Yang Zhaoxuan (6)        | 6-3, 6-3         |
| Desirae Krawczyk Demi Schuurs (8)         | –         | Cori Gauff Jessica Pegula (3)     | 3-6, 6-0, [10-5] |
| Desirae Krawczyk Demi Schuurs (8)         | –         | Xu Yifan Yang Zhaoxuan (6)        | 7-62, 6-3        |
| Barbora Krejčíková Kateřina Siniaková (1) | –         | Cori Gauff Jessica Pegula (3)     | 6-2, 6-1         |

Klassement
| nr. | team                                      | partijen w-v | sets w-v | games w-v |
| --- | ----------------------------------------- | ------------ | -------- | --------- |
| 1.  | Barbora Krejčíková Kateřina Siniaková (1) | 3-0          | 6-0      | 36-16     |
| 2.  | Desirae Krawczyk Demi Schuurs (8)         | 2-1          | 4-3      | 30-27     |
| 3.  | Xu Yifan Yang Zhaoxuan (6)                | 1-2          | 2-5      | 26-35     |
| 4.  | Cori Gauff Jessica Pegula (3)             | 0-3          | 2-6      | 19-33     |

Bij een gelijke stand qua partijen is de uitslag van de onderlinge
wedstrijd beslissend voor de rangorde in het klassement.

#### Groep Pam Shriver
Resultaten
| wedstrijd                                | wedstrijd | wedstrijd                                | score              |
| ---------------------------------------- | --------- | ---------------------------------------- | ------------------ |
| Veronika Koedermetova Elise Mertens (4)  | –         | Ljoedmyla Kitsjenok Jeļena Ostapenko (5) | 3-6, 6-1, [10-6]   |
| Anna Danilina Beatriz Haddad Maia (7)    | –         | Gabriela Dabrowski Giuliana Olmos (2)    | 7-5, 6-0           |
| Gabriela Dabrowski Giuliana Olmos (2)    | –         | Ljoedmyla Kitsjenok Jeļena Ostapenko (5) | 7-65, 2-6, [12-10] |
| Veronika Koedermetova Elise Mertens (4)  | –         | Anna Danilina Beatriz Haddad Maia (7)    | 6-4, 6-3           |
| Ljoedmyla Kitsjenok Jeļena Ostapenko (5) | –         | Anna Danilina Beatriz Haddad Maia (7)    | 67-7, 6-4, [10-8]  |
| Veronika Koedermetova Elise Mertens (4)  | –         | Gabriela Dabrowski Giuliana Olmos (2)    | 7-65, 6-2          |

Klassement
| nr. | team                                     | partijen w-v | sets w-v | games w-v |
| --- | ---------------------------------------- | ------------ | -------- | --------- |
| 1.  | Veronika Koedermetova Elise Mertens (4)  | 3-0          | 6-1      | 35-22     |
| 2.  | Ljoedmyla Kitsjenok Jeļena Ostapenko (5) | 1-2          | 4-5      | 32-31     |
| 3.  | Anna Danilina Beatriz Haddad Maia (7)    | 1-2          | 3-4      | 31-30     |
| 4.  | Gabriela Dabrowski Giuliana Olmos (2)    | 1-2          | 2-5      | 23-38     |

Als drie teams een gelijke stand qua partijen hebben, is
de setbalans beslissend voor de rangorde in het klassement.